# Hakla
Hakla – wieś w Syrii, w muhafazie Aleppo. W 2004 roku liczyła 604 mieszkańców.